# أنجيليكا سافرايك
أنجيليكا سافرايك (الأوكرانية: Анжеліка Савраюк ؛ من مواليد 23 أغسطس 1989 في لوتسك ، أوكرانيا الاشتراكية السوفياتية ، الاتحاد السوفيتي) هي لاعبة جمباز إيقاعي إيطالية أوكرانية المولد، شاركت في دورتين من الألعاب الأولمبية، فازت أيضا بميدالية برونزية في دورة الألعاب الأولمبية الصيفية 2012 في لندن في حدث الشامل للمجموعة مع أعضاء المجموعة الآخرين رومينا لوريتو، مارتا باجنيني، إليسا بلانشي، أندريا ستيفانيسكو، إليسا سانتوني، تنافست أيضا في المجموعة الإيطالية في دورة الألعاب الأولمبية الصيفية 2008 في بكين وحصلت على المركز الرابع في المجموعة الشاملة. كانت جزءًا من المجموعة الإيطالية لعامي 2010 و 2011 التي تنافست في بطولة العالم التي فازت بالميدالية الذهبية الشاملة للمجموعة.

## روابط خارجية
- أنجيليكا سافرايك في موقع أوليمبيديا
- أنجيليكا سافرايك في اللجنة الأولمبية الدولية
- أنجيليكا سافرايك في اللجنة الأولمبية الوطنية الإيطالية